# Шведське ім'я
Шведські імена — імена притаманні шведам, традиційні власні імена народу Швеції. У скандинавській родині (у Швеції), ім'я по-батькові є з кінцівкою «сон» швед. -son — син (патронім), наприклад, «Карлссон» («син Карла»). Які є найпоширенішими іменами серед шведів. Пізніше, люди зі скандинавів середнього класу, особливо ремісники та містяни, прийняли прізвища такі, як і дворянство. Прізвище може з'єднувати два елементи природи, такі як шведське «Бергман» (у перекладі — «Гірська людина»), «Гольмберг» («Гірський острів»), «Ліндгрен» («Гілка липи»), «Бергквіст» («Гірська гілка»), «Ліндберг» («Вапнякова гора»), «Альстрем» («Вільховий потік»), «Сандстрем» («Потік піску»), «Окерлунд» («Польовий гай») і «Далін» («Долина») були досить частими в ужитку і залишаються загальними й донині. Перша частина такої складової це назва могла відноситися до місця походження родини (напр. сім'я «Стріндберг» походять зі Strinne), друга частина імені була просто декоративною. Шведські сім'ї часто мають також і військово-орієнтовані імена, як «Скарпсверд» («Гострий меч»), «Шольд» («Щит») тощо. Ці імена спочатку виникли серед солдат у військовій системі у період XVI століття. Як і в Данії, імена осіб з духовенства були латинізованими до XVIII століття. У зв'язку з великою різноманітністю імен необхідно розглядати конкретне ім'я окремо.

## Шведські прізвища
Згідно з «Актом регулювання прізвищ» (швед. släktnamnsförordningen) 1901 р. у Швеції ім'я по-батькові було найбільш широко використовуване замість прізвища. Новий Закон вимагав мати прізвище. Аналогічна практика була і у слов'янських народів (закінчення на -вич тощо), що не є дивним у культурі шведів.

## Найуживаніші шведські імена
У Швеції за законом ім'я можна вибрати приблизно з 1000 офіційно зареєстрованих. Якщо батько та матір хочуть назвати дитину ім'ям, що не входять в число зареєстрованих, вони повинні просити юридичний дозвіл на таке ім'я в суді.
Найуживаніші шведські імена:
- Чоловічі: Магнус, Юган (Йоханнес), Ларс (Лассе), Юліус, Андерс, Улле, Карл (Калле), Нільс, Рудольф, Еміль, Мікаель.
- Жіночі: Ульріка, Анна (Анна-Марія, Анна-Ліза), Анніка, Урсула, Марія, Інгеборга (Інга), Інгігерда, Стіна, Катаріна, Брітта, Лізабет.

З огляду на те, що в Швеції вельми нечисленні сім'ї і дуже низька народжуваність, то досить часто батьки дають своїм дітям подвійні імена, а іноді і потрійні імена. Хоча достатньо мати одне ім'я поряд з другим іменем даним за християнською традицією при Хрещенні від імені святого з Житія святих (згідно з церковним календарем). Але трапляються і шведські чотири імені поряд з прізвищем. Наприклад, Вікторія Інгрід Аліса Дезіре Бернадотте, Карл Філіп Едмунд Бертіль Бернадотте, Мадлен Тереза Емілія Жозефіна Бернадотте тощо.